# 終電ごはん
『終電ごはん』（しゅうでんごはん）は、梅津有希子・高谷亜由・共著のレシピ集であり、同著を原案として2013年10月7日から10月28日までテレビ東京で放送されていた日本のテレビドラマ。2012年、幻冬舎刊。
女性誌などを中心に執筆活動を行うライターの梅津有希子と、タイ料理・ベトナム料理を専門とする料理研究家の高谷亜由による共著。終電で帰るのが当たり前の忙しいビジネスマン（終電族）とその妻のために、短時間で作れるお手軽で健康的なレシピを紹介するというコンセプトの本。

## テレビドラマ
2013年7月1日（23:58 - 24:45枠）にパイロット版が放送され、同年10月7日から10月28日まで全4回にわたりレギュラー放送された。

### あらすじ
両親が田舎暮らしを始めことで空いた一軒家に暮らすマサヤスとワカナの夫婦と出戻り小姑のヒトミの日常に料理を絡めたドラマ。
料理は終電で帰っても作れる簡単なもの、ミニコーナー「酒とつまみと悪口と」 ではその日のメイン料理とは別に手作りおつまみやお取り寄せおつまみが出てくる。

### 出演者
- 原田マサヤス（夫） - 若林正恭
- ワカナ（妻） - 酒井若菜
- ヒトミ（マサヤスの姉） - 佐藤仁美

#### ゲスト
第3話
- 実演販売の男 - 古舘寛治

### 放送リスト
| 回           | 放送日        | サブタイトル                                                                             | 料理 | おつまみ                                         |
| ------------ | ------------- | ---------------------------------------------------------------------------------------- | --- | ------------------------------------------------ |
| パイロット版 | 2013年 7月1日 | episode1 試合結果と…episode2 できない部下と…episode3 妻の家出と…                         | - 豆もやしとキムチのごま風味スープ - えのきとトマトのごまダレうどん - キャベツとソーセージのみそバタースープ | -                                                |
| 1            | 10月7日       | episode1 プルコギ風焼き肉と…ウソつきな姉episode2 卵かけごはん王は誰?                     | - プルコギ風焼き肉、焼き肉チャーハン - 卵かけごはん（海苔の佃煮のっけ、カルボナーラ風、お好み焼き風）        | マンナンレバー（お取り寄せ）                     |
| 2            | 10月15日      | episode1 野菜たっぷりチャプチェと…妻のダイエットepisode2 あまったカレーをリメイクしよう! | - 野菜たっぷりチャプチェ - カレーリメイク（カレードリア・カレーうどん）                                      | キャベツキムチやっこ（手作り）                   |
| 3            | 10月21日      | episode1 豚肉のすき焼き風うどんと…あんた誰?episode2 残り物しかない夜                     | - すき焼き風うどん - 納豆入りお好み焼き                                                                      | 京都居酒屋「やすだ」の牛すじ煮込み（お取り寄せ） |
| 4            | 10月28日      | episode1 鶏とキムチの豆乳鍋と…妻とお風呂Last episode 大人のナポリタンと…ふたりのこれから | - 鶏とキムチの豆乳鍋 - 大人のナポリタン                                                                      | じゃがいも・りんご・豚肉の重ね蒸し（手作り）     |

### スタッフ
- 脚本 - 岩井秀人、塚田愛（チャプチェ共著）
- 原案 - 『終電ごはん』幻冬舎、文・梅津有希子、料理・高谷亜由
- 音楽 - 依田謙一
- 撮影 - 中島敬、深野雄一、武山智則
- 照明 - 高山喜博、金子拓矢
- VE - 市原敬司
- VTR - 角本輝夫
- 録音 - 中村雅光
- 美術 - 細谷恵子、小林朋美、岩本一成
- 編集・EED - 和田多加
- MA - 河野弘貴
- 選曲効果 - 武田拓也
- 衣装 - 高田彰久、百井豊
- メイク - 篠原加代子
- 助監督 - 黒田健介
- 制作 - 碓井裕介
- AD - 渡辺麗
- AP - 熊谷理恵
- 制作デスク - 渡辺京子
- 宣伝 - 梅山文郁
- フードコーディネーター - 尾身奈美枝、田中麻衣子
- タイトルデザイン - ニイルセン
- 衣装協力 - COMME CA ISM、J.FERRY、003 J.FERRY、Marquise De Blanc、株式會社萩原、NEXT、ikka、GRAYMAGIC、CHIPIE、JEFF、NAVY.WO、w closet、JUMBLESTORE
- 持ち道具協力 - ELECOM、montaria
- 美術 - 山崎美術
- 技術 - ビデオフォーカス
- プロデュース - 佐久間宣行、工藤理紗、渡辺良介（ラフ・アット）
- 監督 - 及川拓郎、佐久間宣行
- 制作協力 - ラフ・アット
- 製作著作 - テレビ東京

### ネット局と放送時間
| 放送地域       | 放送局                | 放送系列       | 放送日時                              | 放送期間                                      | 遅れ日数   |
| -------------- | --------------------- | -------------- | ------------------------------------- | --------------------------------------------- | ---------- |
| 関東広域圏     | テレビ東京（TX）      | テレビ東京系列 | 月曜 23:58 - 24:45                    | 2013年10月7日 - 10月28日                      | 製作局     |
| 北海道         | テレビ北海道（TVh）   | テレビ東京系列 | 月曜 23:58 - 24:45                    | 2013年10月7日 - 10月28日                      | 同時ネット |
| 愛知県         | テレビ愛知（TVA）     | テレビ東京系列 | 月曜 23:58 - 24:45                    | 2013年10月7日 - 10月28日                      | 同時ネット |
| 岡山県・香川県 | テレビせとうち（TSC） | テレビ東京系列 | 月曜 23:58 - 24:45                    | 2013年10月7日 - 10月28日                      | 同時ネット |
| 福岡県         | TVQ九州放送（TVQ）    | テレビ東京系列 | 月曜 23:58 - 24:45                    | 2013年10月7日 - 10月28日                      | 同時ネット |
| 滋賀県         | びわ湖放送（BBC）     | JAITS          | 月曜 23:58 - 24:45                    | 2013年10月7日 - 10月28日                      | 同時ネット |
| 和歌山県       | テレビ和歌山（WTV）   | JAITS          | 水曜 23:58 - 24:45                    | 2014年1月8日 - 1月29日                        | 93日遅れ   |
| 広島県         | テレビ新広島（TSS）   | フジテレビ系列 | 火曜 26:10 - 27:00                    | 2014年2月4日 - 2月25日                        | 120日遅れ  |
| 岐阜県         | 岐阜放送（GBS）       | JAITS          | 金曜 19:00 - 19:54                    | 2014年3月7日 - 3月28日                        | 151日遅れ  |
| 大阪府         | テレビ大阪（TVO）     | テレビ東京系列 | 水曜 23:58 - 24:45 土曜 26:35 - 27:35 | 2014年3月19日・3月26日 2014年4月12日・4月19日 |            |